# Лоуни (окръг)
Окръг Лоуни (на чешки: Okres Louny) се намира в Устецки край, Чехия. Площта му е 1117,65 km2, а населението му – 86 416 души (2016). Административен център е едноименният град Лоуни. В окръга има 70 населени места, от които 7 града и 6 места без право на самоуправление. Код по LAU-1 – CZ0424.

## История
Окръг Лоуни в съвременния си вид е основан на 1 юли 1960 г., с реформа на публичната администрация, залегнала в новата по това време и наречена „социалистическа“, конституция. Той окрупнява и е наследник на три района – Лоуни, Жатец и Подборжани, които дотогава са съществували от първата следвоенна административна реформа от 1949 г.

## География
Разположен е в югозападната част на края. Граничи с окръзите Мост, Теплице, Хомутов и Литомержице на Устецкия край; Пилзен-север на Пилзенския край; Раковник и Кладно на Средночешкия край и Карлови Вари на Карловарския край.

## Градове и население
По данни за 2009 г.:
| Град           | Население |
| -------------- | --------- |
| Жатец          | 19 682    |
| Лоуни          | 18 989    |
| Подборжани     | 6498      |
| Постолопърти   | 5196      |
| Крири          | 2443      |
| Вроутек        | 1992      |
| Блишани у Лоун | 998       |

| Общо           | Жени             | Мъже             |
| -------------- | ---------------- | ---------------- |
| 88 167 (100 %) | 44 476 (50,45 %) | 43 691 (49,55 %) |

## Транспорт
Окръг Лоуни е пресечен от две основни транспортни коридора, които имат сходна посока. Първият е трасето Прага – Хомутов представлявано от автомобилния път I/7 и железопътната линия 124 Лужна-Хомутов. Вторият основен транспортен маршрут преминава от Пилзен през Жатец до Мост и е една двете най-големи връзки между Западна и Северна Бохемия. Този маршрут се състои от автомобилния път I/27 път и железопътната линия 160.